# Amir Ganah
Amir Chaim Ganah (in ebraico אמיר חיים גנאח‎?; Be'er Sheva, 7 settembre 2004) è un calciatore israeliano, centrocampista dell'Hapoel Be'er Sheva.

## Carriera

### Club
Cresciuto nel settore giovanile dell'Hapoel Be'er Sheva, ha debuttato in prima squadra il 15 maggio 2023 nell'incontro di Ligat ha'Al perso 3-0 contro il Maccabi Tel Aviv. Ha segnato il suo primo gol il 26 dicembre seguente, nella partita vinta 4-0 contro l'Hapoel Haifa.

### Nazionale
Ha giocato nella nazionale giovanile israeliana Under-21.
Esordisce in nazionale maggiore il 10 giugno 2025 nell'amichevole vinta 1-0 contro la Slovacchia.

## Statistiche

### Presenze e reti nei club
Statistiche aggiornate al 13 aprile 2025.
| Stagione        | Squadra            | Campionato      | Campionato | Campionato | Coppe nazionali | Coppe nazionali | Coppe nazionali | Coppe continentali | Coppe continentali | Coppe continentali | Altre coppe | Altre coppe | Altre coppe | Totale | Totale | Totale |
| Stagione        | Squadra            | Comp            | Pres       | Reti       | Comp            | Pres            | Reti            | Comp               | Pres               | Reti               | Comp        | Pres        | Reti        | Pres   | Reti   |        |
| --------------- | ------------------ | --------------- | ---------- | ---------- | --------------- | --------------- | --------------- | ------------------ | ------------------ | ------------------ | ----------- | ----------- | ----------- | ------ | ------ | ------ |
| mag.-giu.2023   | Hapoel Be'er Sheva | LHA             | 2          | 0          | CI+TC           | 0               | 0               | UECL               | 0                  | 0                  | -           | -           | -           | 2      | 0      |        |
| 2023-2024       | Hapoel Be'er Sheva | LHA             | 35         | 3          | CI+TC           | 5+1             | 0               | UECL               | 3                  | 0                  | -           | -           | -           | 44     | 3      |        |
| 2024-2025       | Hapoel Be'er Sheva | LHA             | 24         | 3          | CI+TC           | 3+1             | 1+1             | UECL               | 4                  | 0                  | -           | -           | -           | 32     | 5      |        |
| Totale carriera | Totale carriera    | Totale carriera | 61         | 6          |                 | 10              | 2               |                    | 7                  | 0                  |             | -           | -           | 78     | 8      |        |

### Cronologia presenze e reti in nazionale
| Cronologia completa delle presenze e delle reti in nazionale ― Israele | Cronologia completa delle presenze e delle reti in nazionale ― Israele | Cronologia completa delle presenze e delle reti in nazionale ― Israele | Cronologia completa delle presenze e delle reti in nazionale ― Israele | Cronologia completa delle presenze e delle reti in nazionale ― Israele | Cronologia completa delle presenze e delle reti in nazionale ― Israele | Cronologia completa delle presenze e delle reti in nazionale ― Israele | Cronologia completa delle presenze e delle reti in nazionale ― Israele |
| Data                                                                   | Città                                                                  | In casa                                                                | Risultato                                                              | Ospiti                                                                 | Competizione                                                           | Reti                                                                   | Note                                                                   |
| ---------------------------------------------------------------------- | ---------------------------------------------------------------------- | ---------------------------------------------------------------------- | ---------------------------------------------------------------------- | ---------------------------------------------------------------------- | ---------------------------------------------------------------------- | ---------------------------------------------------------------------- | ---------------------------------------------------------------------- |
| 10-6-2025                                                              | Debrecen                                                               | Israele                                                                | 1 – 0                                                                  | Slovacchia                                                             | Amichevole                                                             | -                                                                      | 71’                                                                    |
| Totale                                                                 |                                                                        | Presenze                                                               | 1                                                                      |                                                                        | Reti                                                                   | 0                                                                      |                                                                        |

## Palmarès
- Coppa d'Israele: 1

Hapoel Be'er Sheva: 2024-2025